# Jean-Pierre Borbouse

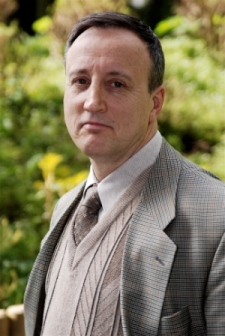
Borbouse in april 2008.

Jean-Pierre Borbouse (23 mei 1955) is een Belgisch extreemrechts politicus.

## Levensloop
Borbouse werd beroepshalve arbeider in een drukkerij en vervolgens vestigde hij zich als zelfstandig drukker in Gilly.
Hij werd lid van het extreemrechtse Front National en werd er als getrouwe van Daniel Féret lid van het politiek bureau en hoofd van de logistieke dienst. Voor deze partij was Borbouse van 2000 tot 2004 provincieraadslid van Henegouwen en van 2001 tot 2012 gemeenteraadslid van Charleroi. Vervolgens was hij van 2004 tot 2009 lid van het Waals Parlement en van het Parlement van de Franse Gemeenschap ter opvolging van Michel Delacroix. Bij de verkiezingen van 2009 trok Borbouse de FN-lijst voor het Europees Parlement, maar hij werd niet verkozen.
Nadat het Belgische Front National werd opgeheven, werd Borbouse in 2017 actief voor het extreemrechtse Nation. In januari 2020 was hij medeoprichter van de partij Parti National Européen (PNE), waarvan hij politiek secretaris werd en vanaf oktober 2020 interim-voorzitter was. Vervolgens werd hij actief voor de partij Chez Nous.